# Annelie Kever-Henseler
Annelie Kever-Henseler (* 2. April 1947 in Köln) ist eine deutsche Politikerin der SPD.

## Ausbildung und Beruf
Annelie Kever-Henseler erlangte 1962 ihren Volksschulabschluss. Danach besuchte sie die Kaufmännische Handelsschule in Köln. 1964 erhielt sie die Fachschulreife. Sie war von 1964 bis 1971 Kaufmännische Angestellte. 1973 legte sie das Abitur am Köln-Kolleg ab. Es schloss sich ein Studium der Rechtswissenschaft an der Universität Köln an. Von 1975 bis 1986 war sie Werkstudentin bzw. Kaufmännische Angestellte in verschiedenen Firmen. 1986 bis April 1990 war sie als wissenschaftliche Mitarbeiterin tätig.

## Politik
Annelie Kever-Henseler ist seit 1972 Mitglied der SPD. Von 1981 bis 1991 fungierte sie als Vorsitzende des Ortsvereins Köln-Bayenthal/Marienburg/Raderberg/Raderthal. Von 1985 bis 1997 war sie Beisitzerin im Vorstand des Unterbezirks Köln der SPD. Seit 1993 ist sie als Vorsitzende der Drogenhilfe Köln e.V. tätig.
Annelie Kever-Henseler war direkt gewähltes Mitglied des 11., 12. und 13. Landtags von Nordrhein-Westfalen von 1990 bis 2005.